# British Journal of Photography
Le British Journal of Photography (BJP) est un magazine britannique sur la photographie créé en 1854. Il comprend des articles de fond, des portraits de photographes, des analyses et des sujets technologiques, avec des bancs d’essai.

## Histoire
Le magazine est créé en 1854 à Liverpool sous le nom de Liverpool Photographic Journal,. Son premier numéro est diffusé le 14 janvier 1854, ce qui en fait le deuxième plus ancien titre photographique du Royaume-Uni après le Photographic Journal (qui date de 1853). Il sert à l'origine aux amateurs de chambres noires pour partager de bonnes pratiques sur les chambres noires chimiques. Il est imprimé mensuellement jusqu'en 1857, date à laquelle il devient le Liverpool and Manchester Photographic Journal, publié toutes les deux semaines, puis le Photographic Journal de 1859 à 1860, date à laquelle il se voit attribuer son nom actuel. Le magazine déménage à Londres en 1864, d'abord à Covent Garden, puis en 2007 à Soho, et en 2013 à Shoreditch, et enfin en 2017 à East India Dock. Il est publié de façon hebdomadaire de 1864 à mars 2010, puis revient à sa périodicité mensuelle d'origine. Il est désormais également disponible en ligne et aux formats iPad et iPhone,.
En 2013, Incisive Media vend le British Journal of Photography à son directeur de publication, qui crée Apptitude Media comme société propriétaire. En 2017, Apptitude Media est rebaptisé 1854 Media
La société lance successivement trois opérations d’equity crowdfunding (forme de financement participatif, proposant en ligne des actions de la société), en juin 2016, mai 2018 et décembre 2019, au cours desquelles la société recueille un investissement combiné de plus de 1,6 million de livres sterling, selon les documents accessibles au public, avec plus de 500 000 livres sterling provenant de petits investissements.
Simon Bainbridge, qui a animé la rédaction du magazine pendant presque 20 ans, à partir d’octobre 2003, quitte la revue en août 2020. Il a fortement participé à l’évolution de cette revue, et en a fait un mensuel d'art plutôt haut de gamme, internationalement considéré
En 2022, Marc Hartog quitte ses fonctions de propriétaire, PDG et président de 1854 Media, et le directeur de la création du magazine, Mick Moore, prend la relève. Un changement de propriétaire de cette revue, devenue insolvable à la suite, notamment, des années difficiles engendrées par la pandémie du Covid-19, a lieu. Stephen Rodger Henly, directeur général d'Acota, une entreprise chimique, est le nouveau propriétaire. Mais ce nouveau propriétaire ne propose qu’une faible fraction de la valeur publique du magazine, qui a perdu toute valeur monétaire. Les actionnaires qui ont investi précédemment dans la société, via notamment les opérations de financement participatif, perdent plus de 90 % de l'argent qu'ils avaient investi.